# ОШ „Академик Радомир Лукић” Милошевац
ОШ „Академик Радомир Лукић” Милошевац, насељеном месту на територији општине Велика Плана, основана је 1824. године.
Школа је у својој историји неколико пута мењала име. Под називом „Народна школа Милошевачка” радила је у периоду од 1824. до 1934. године. Други назив „Државна народна школа” носила је у периоду од 1935. до 1956. године. Као ОШ „Бранко Радичевић” радила је у периоду од 1957. до 2000. године, када јој је, коначно, по угледном мештанину и академику, промењен назив у ОШ „Академик Радомир Лукић”, ученику школе, родом из Милошевца.
Образовање у школи било је привилегија дечака све до 1901. године када је отворена прва школа за девојчице. Године 1904. спојени су трећи разреди мушке и женске школе, а већ 1907. године спојени су и остали разреди поменутих школа.
Од оснивања школе у Милошевцу, па све до подизања школске зграде у центру села 1910. године, настава се одвијала у капели (која је постојала на месту данашњег спомен-дома). Централна школа (у којој се данас одвија настава виших разреда) састоји се од средишњег дела (који је подигнут 1910. године) и надограђених кула. Зграда је првобитно имала шест учионица и две канцеларије. Са порастом броја ученика појавила се потреба за више просторија, те су 1934. године дограђени крајеви школе, и то за спрат више, тако да делују као куле на тврђави. Школа је на тај начин добила девет учионица. За потребе одржавања наставе физичког васпитања и техничког образовања, од 1956. школа користи и просторије спомен-дома, а затим и просторије Месне заједнице (у којој су били смештени кабинети за ликовно, историју и пољопривреду).
Школа данас изводи наставу у трима школским зградама. У централној (горепоменутој) школи и „новој” школи (поред обданишта), као и у школској згради у Трновчу. Трновачка основна школа датира још од 1883. године. Под називом „Вук Караџић” радила је самостално као четвороразредна основна школа до 1963. године, када је припојена милошевачкој школи.